# Núcleo interno de la Tierra
El núcleo interno de la Tierra es la capa geológica más interna del planeta. Es principalmente una esfera sólida con un radio de aproximadamente 1220 kilómetros (758,1 mi), que es aproximadamente el 20 % del radio de la Tierra o el 70 % del radio de la Luna.

Esquema del movimiento del núcleo interno y externo de la Tierra y del campo magnético que genera.

No hay muestras del núcleo de la Tierra disponibles para la medición directa, como lo hay para el manto terrestre. La información sobre el núcleo de la Tierra proviene principalmente del análisis de las ondas sísmicas y del campo magnético de la Tierra. Se cree que el núcleo interno está compuesto de una aleación de hierro-níquel con algunos otros elementos. La temperatura en la superficie del núcleo interno se estima en aproximadamente 5700 K (5430 °C o 9806 °F), que es aproximadamente la temperatura en la superficie del Sol.

### Evidencia termodinámica

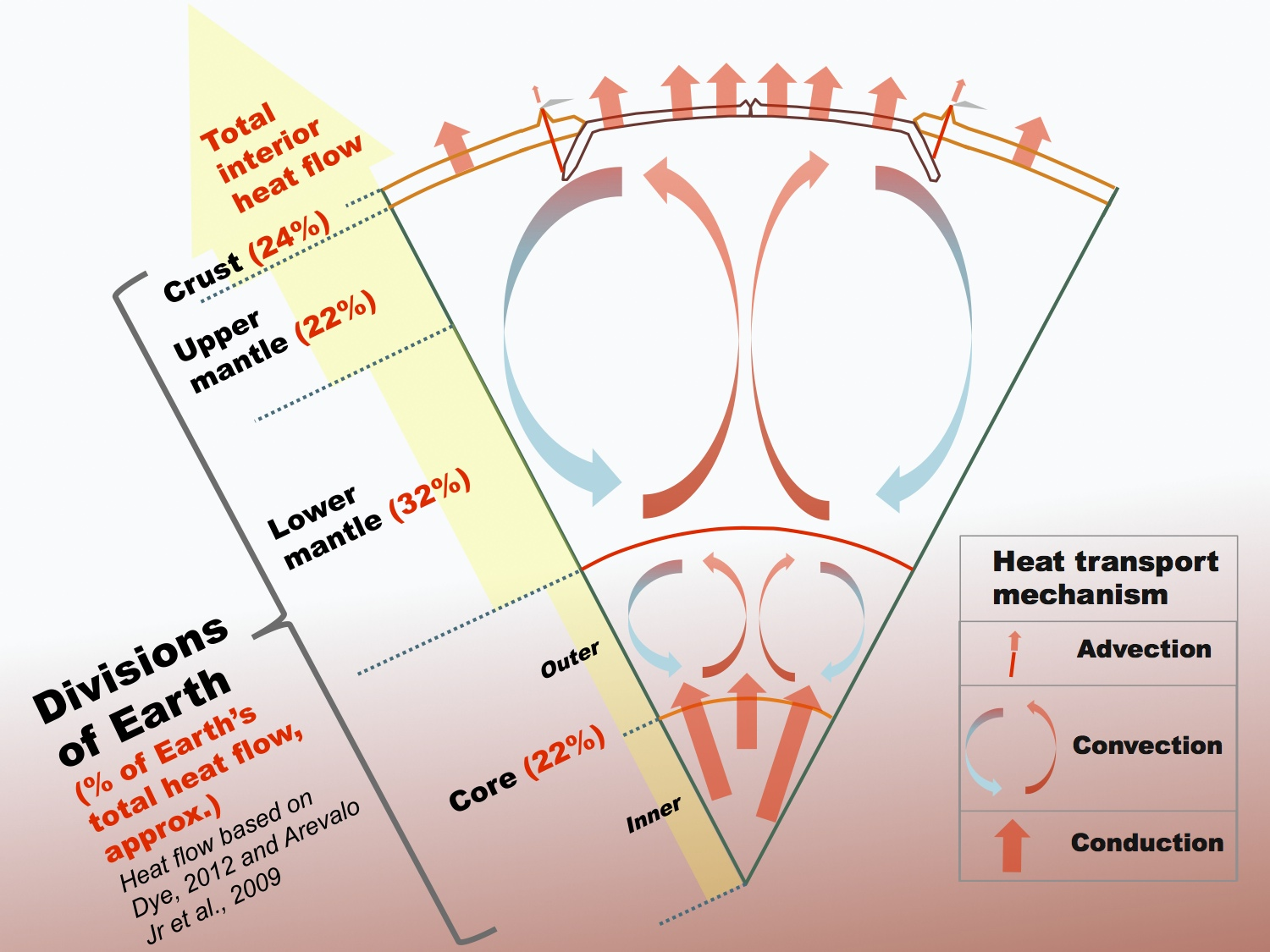
Flujo de calor de la tierra interior

## Descubrimiento

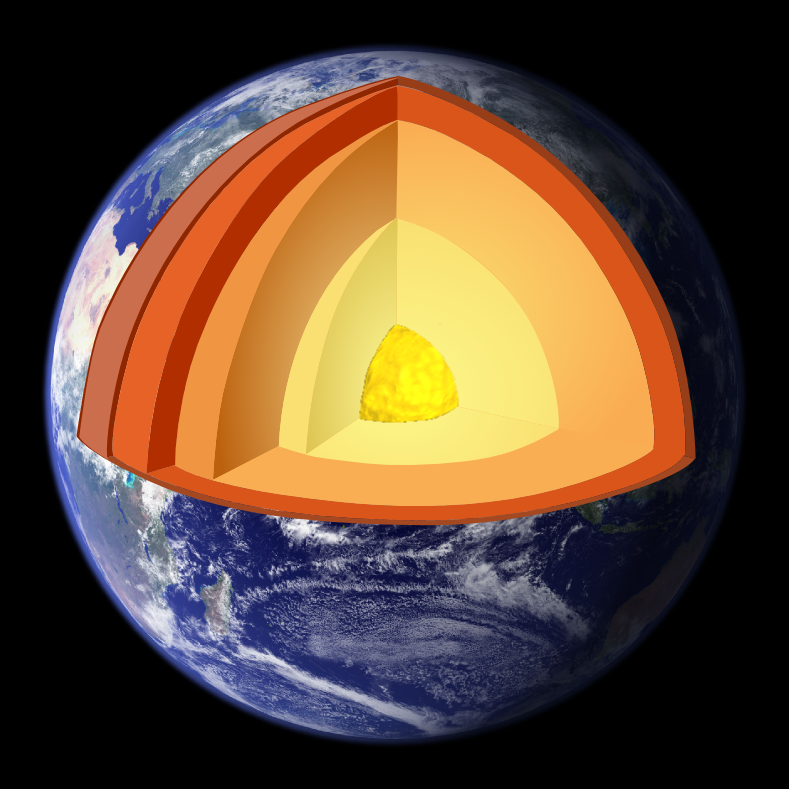
Estructura de la Tierra

La sismóloga danesa Inge Lehmann descubrió en 1936 que la Tierra tenía un núcleo interno sólido distinto de su núcleo externo fundido, quien dedujo su presencia al estudiar los sismogramas de los terremotos en Nueva Zelanda. Observó que las ondas sísmicas se reflejan en el límite del núcleo interno y pueden ser detectadas por sismógrafos sensibles en la superficie de la Tierra. Ella infirió un radio de 1400 km para el núcleo interno, no muy lejos del valor actualmente aceptado de 1221 km. En 1938, B. Gutenberg y C. Richter analizaron un conjunto de datos más extenso y estimaron el grosor del núcleo externo en 1950 km con un empinado pero continuo de transición de 300 km de grosor al núcleo interno; implicando un radio entre 1230 y 1530 km para el núcleo interno. : p.372 
Unos años más tarde, en 1940, se planteó la hipótesis de que este núcleo interno estaba hecho de hierro sólido. En 1952, F. Birch publicó un análisis detallado de los datos disponibles y concluyó que el núcleo interno probablemente era hierro cristalino.
El límite entre los núcleos interno y externo a veces se denomina "discontinuidad de Lehmann", aunque el nombre generalmente se refiere a otra discontinuidad. El nombre "Bullen" o "discontinuidad de Lehmann-Bullen", después de que se haya propuesto K. Bullen, pero su uso parece ser raro. La rigidez del núcleo interno se confirmó en 1971.
Dziewoński y Gilbert establecieron que las mediciones de los modos normales de vibración de la Tierra causados por grandes terremotos eran consistentes con un núcleo externo líquido. En 2005, se detectaron ondas de corte que atraviesan el núcleo interno; estas afirmaciones fueron inicialmente controvertidas, pero ahora están ganando aceptación.